# Neftali Manzambi
Neftali Benedic Manzambi (Luanda, 23 aprile 1997) è un calciatore angolano naturalizzato svizzero, attaccante dell'Academia P.C..

## Carriera

### Club
Cresciuto nel settore giovanile del Basilea, debutta in prima squadra il 14 maggio 2017 in occasione dell'incontro di Super League pareggiato per 3-3 contro il Thun.
Il 7 agosto 2018 viene prestato allo Sporting Gijón. Il 31 gennaio 2019, viene acquistato a titolo definitivo dagli asturiani e viene ceduto in prestito al Córdoba fino al termine della stagione. Il 31 gennaio 2020 passa a titolo temporaneo al Valencia Mestalla. Il 28 gennaio 2021 viene ceduto con la stessa formula agli svedesi del Mjällby.
Il 6 luglio successivo viene acquistato a titolo definitivo dal Winterthur.

### Nazionale
Ha rappresentato le nazionali giovanili svizzere.

## Statistiche

### Presenze e reti nei club
Statistiche aggiornate al 29 gennaio 2023.
| Stagione        | Squadra           | Campionato      | Campionato | Campionato | Coppe nazionali | Coppe nazionali | Coppe nazionali | Coppe continentali | Coppe continentali | Coppe continentali | Altre coppe | Altre coppe | Altre coppe | Totale | Totale |
| Stagione        | Squadra           | Comp            | Pres       | Reti       | Comp            | Pres            | Reti            | Comp               | Pres               | Reti               | Comp        | Pres        | Reti        | Pres   | Reti   |
| --------------- | ----------------- | --------------- | ---------- | ---------- | --------------- | --------------- | --------------- | ------------------ | ------------------ | ------------------ | ----------- | ----------- | ----------- | ------ | ------ |
| 2016-2017       | Basilea           | ASL             | 2          | 0          | CS              | -               | -               | UCL                | -                  | -                  |             | -           | -           | 2      | 0      |
| 2017-2018       | Basilea           | ASL             | 7          | 1          | CS              | 0               | 0               | UCL                | 0                  | 0                  |             | -           | -           | 7      | 1      |
| 2018-gen. 2019  | Sporting Gijón    | SD              | 12         | 0          | CR              | 3               | 2               |                    | -                  | -                  |             | -           | -           | 15     | 2      |
| gen.-gen. 2019  | Córdoba           | SD              | 4          | 0          | CR              | -               | -               |                    | -                  | -                  |             | -           | -           | 4      | 0      |
| 2019-gen. 2020  | Sporting Gijón    | SD              | 2          | 0          | CR              | 1               | 0               |                    | -                  | -                  |             | -           | -           | 3      | 0      |
| gen.-giu. 2020  | Valencia Mestalla | SDB             | 5          | 0          |                 | -               | -               |                    | -                  | -                  |             | -           | -           | 5      | 0      |
| 2020-gen. 2021  | Sporting Gijón    | SD              | 1          | 0          | CR              | 2               | 0               |                    | -                  | -                  |             | -           | -           | 3      | 0      |
| gen.-giu. 2021  | Mjällby           | A               | 4          | 0          | CS              | 2               | 0               |                    | -                  | -                  |             | -           | -           | 6      | 0      |
| 2021-2022       | Winterthur        | ChL             | 29         | 8          | CS              | 2               | 0               |                    | -                  | -                  |             | -           | -           | 31     | 8      |
| 2022-2023       | Winterthur        | ASL             | 14         | 0          | CS              | 3               | 2               |                    | -                  | -                  |             | -           | -           | 17     | 2      |
| Totale carriera | Totale carriera   | Totale carriera | 80         | 9          |                 | 13              | 4               |                    | 0                  | 0                  |             | -           | -           | 93     | 13     |

## Palmarès

### Club

#### Competizioni nazionali
- Campionato svizzero: 1

Basilea: 2016-2017
- Challenge League: 1

Winterthur: 2021-2022